# Noel Brotherston
Noel Brotherston (* 18. November 1956 in Dundonald; † 6. Mai 1995 in Blackburn) war ein nordirischer Fußballspieler. Als Flügelspieler hatte er zwischen 1977 und 1987 seine erfolgreichste Zeit bei dem englischen Zweitligisten Blackburn Rovers. Darüber hinaus absolvierte er 27 A-Länderspiele für die nordirische Nationalmannschaft und war Teil des Kaders der WM-Endrunde 1982 in Spanien. Dort wurde er in zwei Spielen eingewechselt.

## Sportlicher Werdegang
Brotherston war als wendiger Flügelspieler eines der hoffnungsvollsten Talente im britischen Fußball. Er durchlief die Nachwuchsmannschaften von Tottenham Hotspur, war dazu nordirischer Jugendnationalspieler und gewann im Jahr 1974 mit Tottenham den FA Youth Cup. Der Durchbruch bei den „Spurs“ blieb ihm jedoch verwehrt und so ließ man ihn im Juli 1977 zu dem Zweitligisten Blackburn Rovers ziehen. Das von Jim Smith trainierte Team zeigte durchwachsene Leistungen und war zumeist in der unteren Tabellenhälfte zu finden. Mit seinem Trickreichtum auf der Außenseite sorgte Brotherston für eine deutliche Belebung im Offensivspiel. Auch äußerlich war er mit seinem rothaarigen „Afrolook“ deutlich erkennbar. Darüber hinaus war er mit elf Toren in der Saison 1977/78 bester Schütze von Blackburn und konnte am Ende mit dem fünften Abschlusstabellenplatz einen Achtungserfolg feiern. In der folgenden Spielzeit 1978/79 erlitt Brotherston mit Blackburn mit dem Abstieg als Tabellenletzter einen Rückschlag, konnte dieses Malheur jedoch mit dem direkten Wiederaufstieg in der anschließenden Saison 1979/80 als Drittligavizemeister korrigieren. Dabei hatte er maßgeblichen Anteil an der Rückkehr in die Second Division, womit er wiederum dem nordirischen Nationaltrainer Billy Bingham auffiel. Er absolvierte im Mai 1980 alle drei Länderspiele in der British Home Championship und war entscheidend am Gewinn des Turniers beteiligt. Im Spiel gegen Schottland bereitete er das einzige Tor von Billy Hamilton vor und schoss beim entscheidenden 1:0-Sieg gegen Wales den Treffer selbst – womit er sein vorangegangenes Eigentor in der Partie gegen England (1:1) wiedergutmachte. Während er für Nordirland als Rechtsaußen auflief, setzte ihn Blackburns neuer Trainer Howard Kendall lieber auf der linken Seite ein.
Die Leistungen bei der British Home Championship sorgten dafür, dass Brotherston mit dem Wechsel zu einem englischen Erstligisten in Verbindung gebracht wurde. Dies sollte jedoch nicht passieren, was auch an einer schweren Knieverletzung lag, die ihn in der Saison 1980/81 oft pausieren ließ. In der nordirischen Auswahl hingegen feierte er anfänglich weitere Erfolge und begann die WM-Qualifikation gegen Schweden mit dem ersten Tor (Endstand: 3:0). Der aufstrebende Jungstar Norman Whiteside machte ihm danach seinen Platz auf der rechten Seite streitig, so dass Brotherston nach erfolgreicher Qualifikation zwar Teil des nordirischen Kaders für die WM-Endrunde 1982 in Spanien war, dort aber nur in zwei der fünf Partien für Whiteside nach gut einer Stunde eingewechselt wurde. Nach dem Turnier hatte Brotherston weiter mit Verletzungen und Formschwankungen zu kämpfen. Am 1. Mai 1985 bestritt er gegen die Türkei (2:0) sein 27. und letztes Länderspiel für Nordirland. Nach der erneut gelungenen Qualifikation für die WM-Endrunde 1986 in Mexiko verzichtete Bingham auf Brotherstons Nominierung.
Im Vereinsfußball belegte Brotherston mit Blackburn zwar stets einen Platz in der oberen Tabellenhälfte, konnte aber den ersehnten Aufstieg in die höchste englische Spielklasse nicht perfekt machen. Im Sommer 1987 verließ er den Klub nach 375 Pflichtspielen und 47 Toren und ließ die aktive Profikarriere bis 1989 beim FC Bury und FC Scarborough sowie in Schweden bei Motala AIF auslaufen. Später war er im Amateurfußball noch für den FC Chorley aktiv, während er einem Beruf jenseits des Fußballs als Maler und Lackierer nachging. Im Alter von nur 38 Jahren verstarb er im Mai 1995 unerwartet an den Folgen eines Herzinfarkts.

## Titel/Auszeichnungen
- British Home Championship (1): 1979/80
- FA Youth Cup (1): 1973/74